# San Michele all'Adige
San Michele all'Adige je město v Itálii v provincii Trento. Sídlo leží na obou březích řeky Adiže. Spolu s městy Mezzolombardo a Mezzocorona patří mezi střediska vinařské oblasti Piana Rotaliana. Sídlo je známé tradicí zemědělského výzkumu.          
Před úpravami toku v polovině 19. století, obtékala řeka Noce úpatí Monte Mezzocorona a tekla nejkratší cestou do řeky Adiže. Jelikož se v rovině Piana Rotaliana snížila její schopnost unášet sedimenty, vytvořila cestou do ústí náplavový kužel. Ten byl záplavami Adiže zaoblen do podoby nízkého kopce, čnícího zřetelně nad rovinu. Takový útvar zaujal osadníky již od pravěku. V raném středověku zde byl postaven menší hrad, v jehož podhradí se vyvíjelo město, které se časem rozrostlo i na druhý břeh. Oblast poskytovala příznivé podmínky pro zemědělství, zejména pro chov mléčného skotu. V místě byl vybudován i převážně jednosměrný říční přístav, podporující zásobování Benátek dřevem. Ve dvanáctém století se hrad dostal do majetku Augistiniánů a byl zde vybudován klášter zasvěcený svatému Michaelu, který dal nakonec jméno celé osadě. Klášter byl zrušen během sekularizace v roce 1807 a přešel do rakouské státní správy. Turisticky atraktivní součástí města je i nad levým břehem se tyčící hrad Castello di Monreale, pocházející ze 13. století.          

## Zemědělský institut
Nejvýznamnějším objektem města je Zemědělský institut, který byl založen v budově zrušeného kláštera. Rozhodnutím Tyrolského sněmu se sídlem v Innsbrucku ze dne 12. ledna 1874 bylo rozhodnuto vybudovat zde vzdělávací instituci s cílem propagovat tyrolské zemědělství. Jeho prvním ředitelem byl jmenován Edmund Mach.
Areál kláštera poskytoval 5 000 m² plochy, 135 pokojů, 3 nádvoří, stáj, sklep a bednárnu. V roce 1887 byla dobudována mlékárna. Farma se rozkládala na 120 hektarech v okolí institutu, ale také v obci Mezzocorona a Mezzolombardo. K výměře patřilo 4,7 ha školky a 14,5 ha vinice. Na 11 ha polí se pěstovala kukuřice, pšenice, žito a oves. Předmětem výzkumu byly i vrby na produkci proutí v bažinatém údolí.
V roce 1919 přešel ústav do majetku italského státu, kde fungoval střídavé v celostátní i provinční režii. V roce 2008 byl komplex přeměněn na nadaci s veřejným kapitálem a nese název Nadace Edmunda Macha – Zemědělský institut San Michele all'Adige.

Hlavním předmětem výzkumu je jabloň, vinná réva a včela medonosná. Ústav vlastní 50 ha vinic, víno dozrává v klášterních sklepích. Roční produkce se pohybuje kolem 250 000 litrů vína tichého, 10 000 litrů vína šumivého a 15 000 litrů grappy.

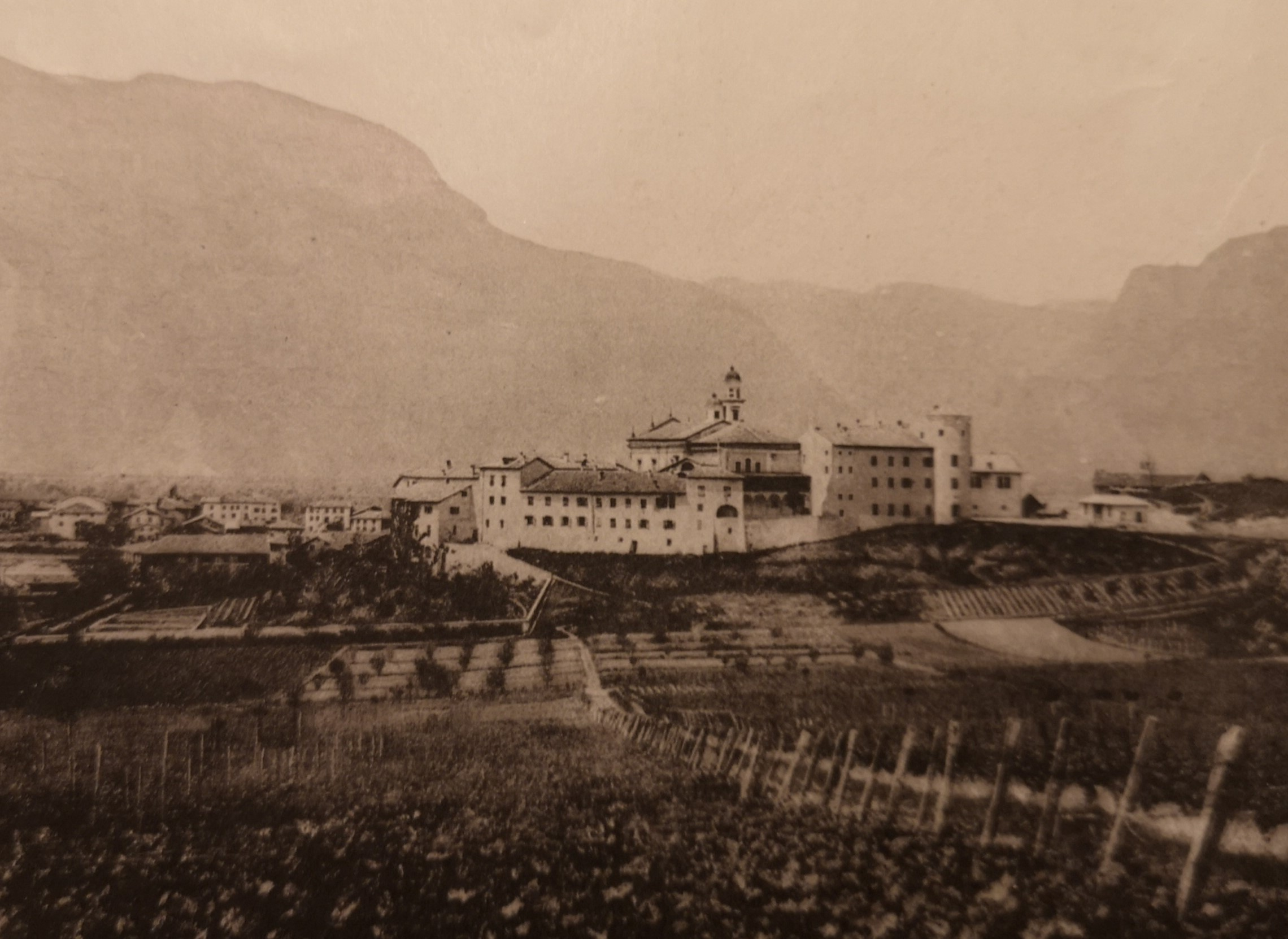
Zemědělský institut v roce 1886
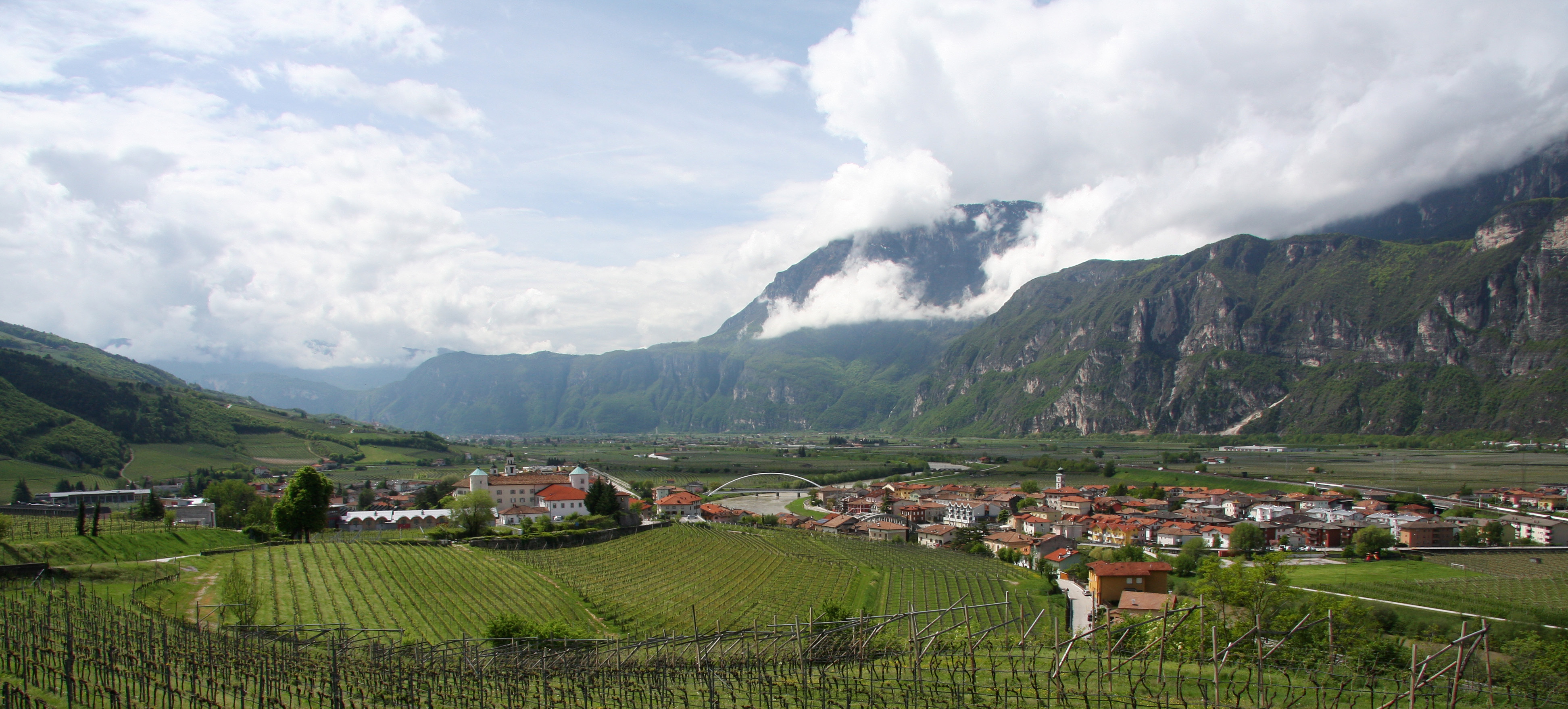
Pohled ze severu po toku Adiže
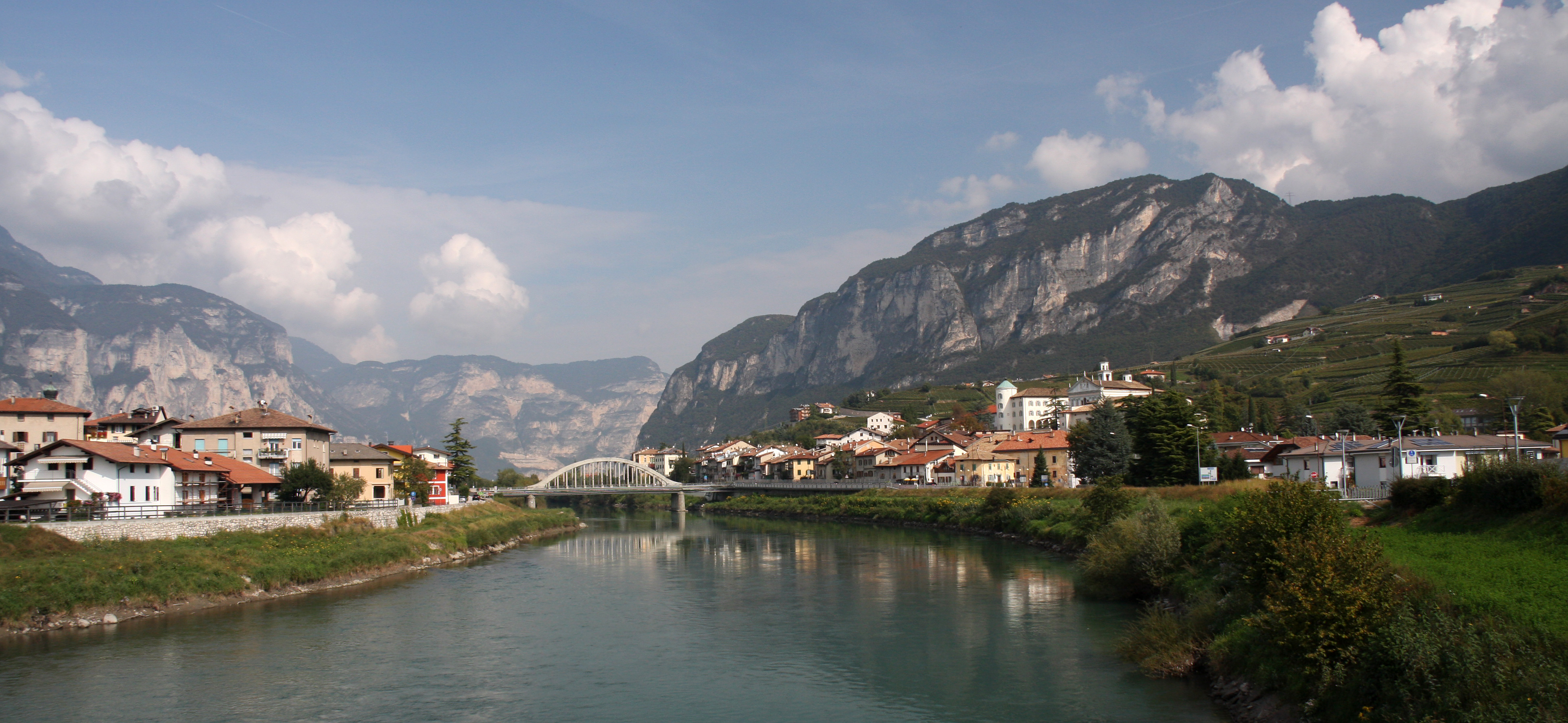
Pohled z jihu proti proudu Adiže
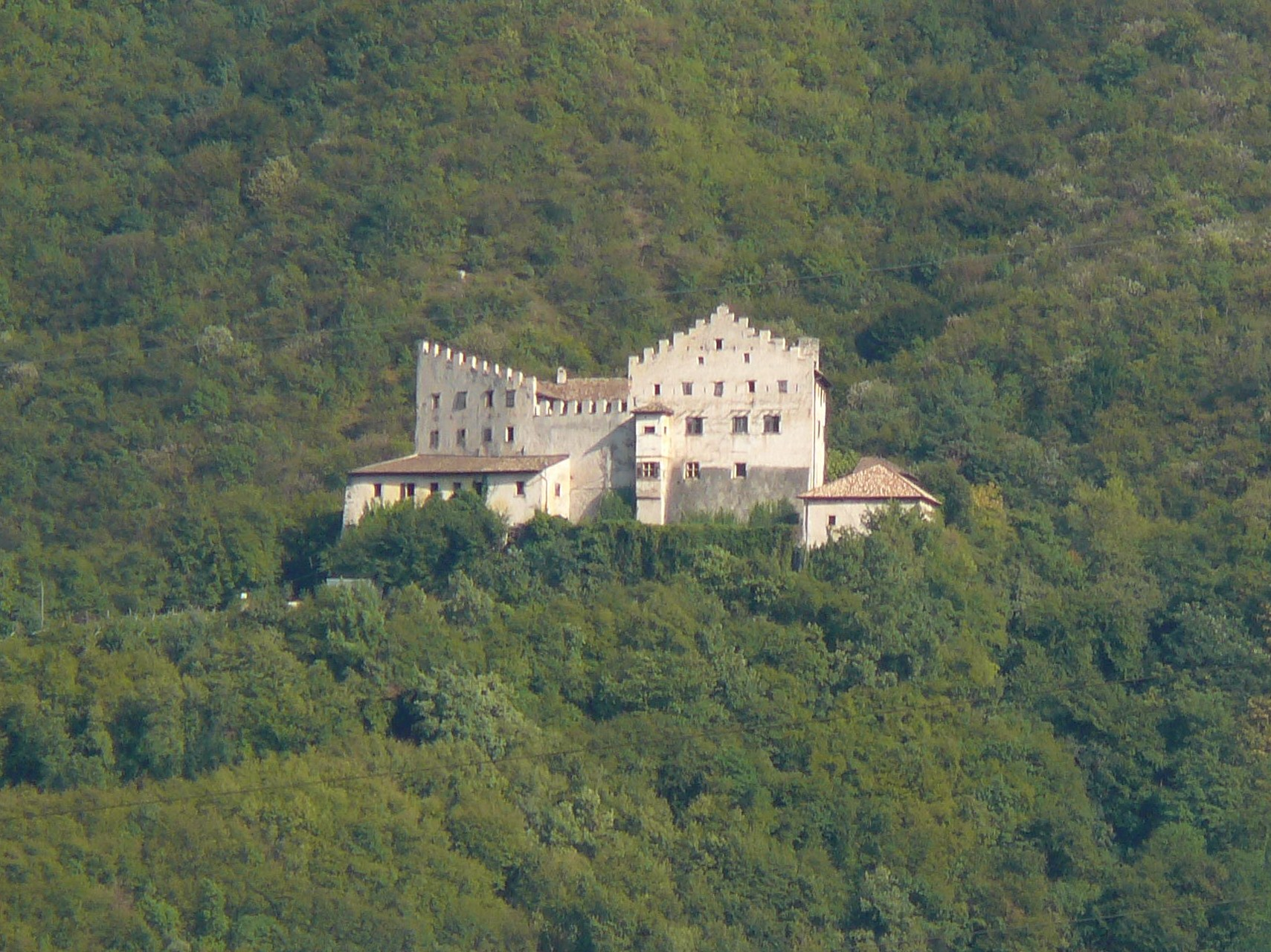
Hrad Monreale